# Бєлозерський район (Вологодська область)
Бєлозерський район (рос. Белозерский район) — муніципальне утворення у Вологодській області.

## Адміністративний устрій
Складається з 5 сільських та 1 міського поселень:
- Антушевське сільське поселення;
- Артюшинське сільське поселення;
- Бєлозерське міське поселення;
- Глушковське сільське поселення;
- Куностське сільське поселення;
- Шольське сільське поселення.